# Rudolf Barszaj

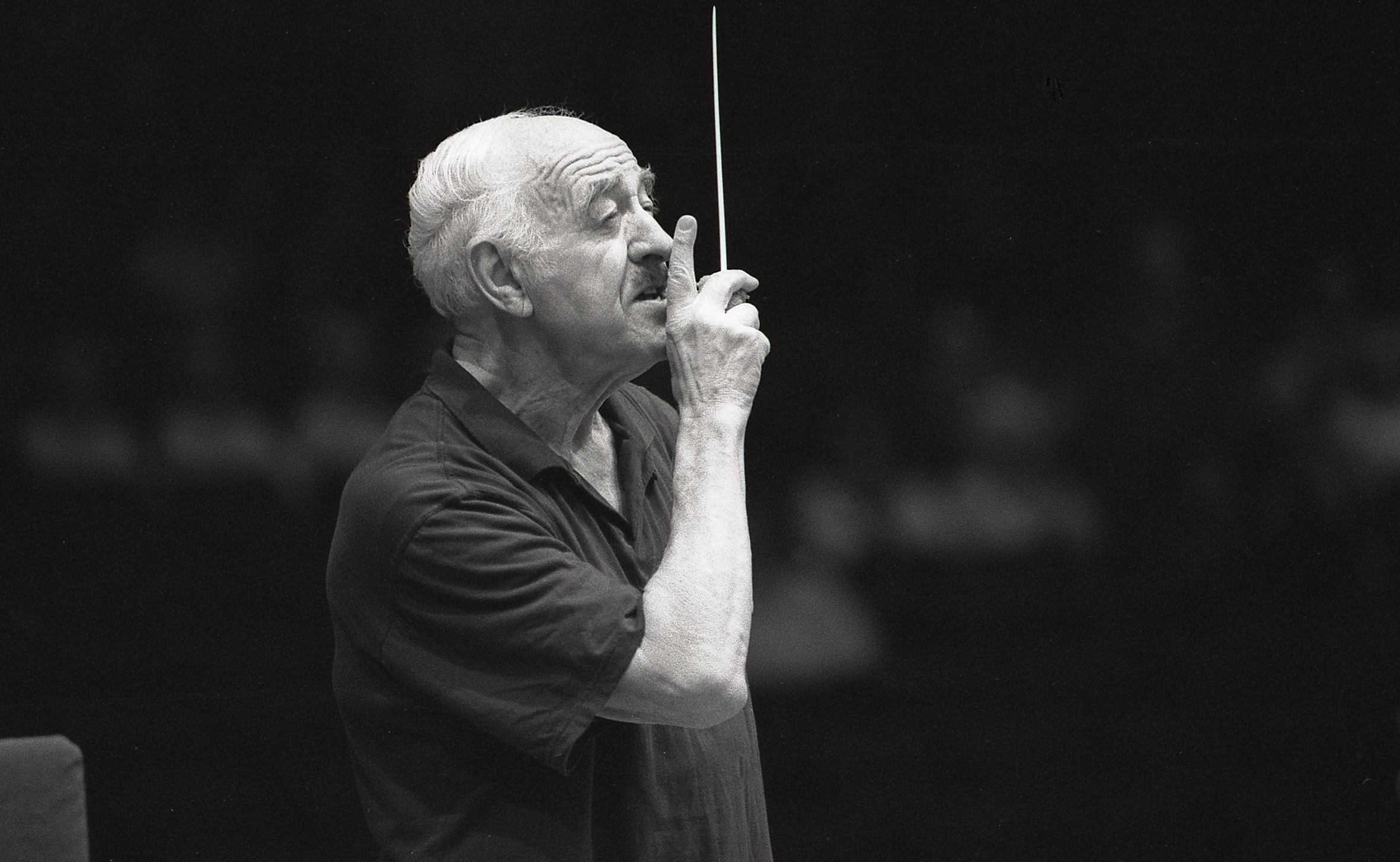
Rudolf Barschai (1996)

Rudolf Borisowicz Barszaj (ros. Рудольф Борисович Баршай; ur. 28 września 1924 w Łabinsku, zm. 2 listopada 2010 w Bazylei) – radziecki altowiolista i dyrygent.

## Życiorys
Rodzina Rudolfa Barszaja pochodziła ze Świsłoczy w obwodzie mohylewskim na Białorusi. Był synem komiwojażera Borisa Władimirowicza Barszaja i Marii Dawidownej Aleksiejewej, córki kupca, członka sekty subbotników. Rudolf uczył się gry na skrzypcach i altówce w szkole muzycznej przy Konserwatorium Leningradzkim. Kontynuował naukę w konserwatorium moskiewskim w klasie altówki w roku 1948.
Jako altowiolista występował wspólnie ze Swiatosławem Richterem, Dawidem Ojstrachem, Leonidem Koganem, Yehudi Menuhinem.
W latach 1945–1953 był jednym ze współzałożycieli kwartetu im. Borodina i wykonawcą partii altówki, równocześnie w latach 1948–1956 występował w kwartecie im. Czajkowskiego.
W roku 1955 stworzył Moskiewską Orkiestrę Kameralną, którą kierował do roku 1977. Wzorując się na niemieckiej orkiestrze Wilhelma Strossa, która wystąpiła w Moskwie z okazji wizyty Konrada Adenauera jako pierwszy zespół z Europy Zachodniej, muzycy podczas występów grali w pozycji stojącej, jak to było w zwyczaju w okresie baroku. Nagrał z tym zespołem wiele płyt, zwłaszcza z muzyką Mozarta, dla radzieckiej wytwórni Miełodija.
W roku 1977 wyemigrował do Izraela, gdzie objął kierownictwo Izraelskiej Orkiestry Kameralnej. W latach 1982–1988 kierował Bournemouth Symphony Orchestra.
W roku 1986 zamieszkał na stałe w Szwajcarii. Dyrygował wieloma orkiestrami symfonicznymi Europy Zachodniej, m.in. London Symphony Orchestra, Royal Philharmonic Orchestra, Orchestre National de France i WDR Sinfonieorchester Köln. W latach 1981–1983 kierował Vancouver Symphony Orchestra.
Barszaj dyrygował nie tylko utworami kompozytorów baroku i klasycyzmu, jak Johann Sebastian Bach, Wolfgang Amadeus Mozart, Joseph Haydn, Luigi Boccherini, Georg Friedrich Händel, ale też utworami Gustava Mahlera, Piotra Czajkowskiego, Siergieja Prokofjewa, Béli Bartóka, Dmitrija Szostakowicza, Mieczysława Weinberga.
Barszaj dokonał orkiestracji wielu utworów kameralnych, m.in. Kwartetów smyczkowych Szostakowicza nr 1, 3, 4, 8, 10.
Cztery razy wstępował w związki małżeńskie, jego ostatnią żoną była Jelena Barszaj. Zmarł w 86. roku życia w Bazylei, został pochowany na cmentarzu aleksandrowskim w Irkucku.